# Pukšenga
Pukšenga (rus. Пукшеньга) je rijeka u Holmogorskom rajonu Arhangelske oblasti u Rusiji. To je desni pritok Sjeverne Dvine. Duga je 121 km, s površinom porječja od 2330 km2. Glavni pritoci Pukšenge su Tjulenga i Šilenga (oba lijeva).

## Porječje i tok rijeke
Porječje rijeke Pukšenge obuhvaća cijeli istočni dio Holmogorskog rajona, istočno od Sjeverne Dvine i južno od Pinege, te manja područja u Pinežskom i Vinogradovskom rajonu Arhangelske oblasti.
Pukšenga izvire u istočnom dijelu Holmogorskog rajona, blizu granice s Pinežskim rajonom. Ima dva izvorna toka — Svetluga i Projezžaja. Potonji je odvod sustava ledenjačkih jezera u Holmogorskom i Pinežskom rajonu. Pukšenga teče prema zapadu, a na mjestu gdje s desne strane prima Kuzegu, tok Pukšenge skreće prema jugozapadu. Na obalama rijeke nalaze se dva naselja, oba s imenom Pukšenga. Naselje Pukšenga nalazi se nekoliko kilometara uzvodno od ušća, dok se selo Pukšenga nalazi na ušću Pukšenge, na desnoj obali Sjeverne Dvine.
Pukšenga je bila dio stare trgovačke rute koju su novgorodski trgovci koristili za dolazak iz porječja Sjeverne Dvine u porječje rijeke Pečore. Trgovci su išli uzvodno Pukšengom, zatim se preselili do Pokšenge i nizvodno do Pinege. Iz Pinege su koristili Jožugu, Zirijansku Vašku i Vašku kako bi stigli do Mezena, a potom Pjozu i Ciljmu kako bi stigli do Pečore.